# Новак, Евгений Анатольевич
Евгений Анатольевич Новак (укр. Євген Анатолійович Новак; род. 1 февраля 1989, Драбов, Черкасская область) — украинский футболист, защитник. Воспитанник СДЮСШ «Динамо» (Киев).

## Биография
Родился в Драбове.. Евгений Новак — воспитанник ДЮСШ «Динамо» (Киев). Выступал за резервные команды киевского клуба. Длительное время был основным защитником, лидером и капитаном «Динамо-2».
В конце июня 2012 года подписал контракт с футбольным клубом «Севастополь», за который на протяжении 2 лет отыграл 49 матчей, в которых отличился 1 голом и стал победителем первой лиги Украины.
В июле 2014 года, после того, как с соревнований снялся «Севастополь», на правах свободного агента подписал годичный контракт с луцкой «Волынью».
Новак в начале 2015 получил статус свободного агента. В конце августа 2015 перешёл в македонский «Вардар». Постепенно адаптировавшись в новом коллективе и выдержав конкуренцию, стал основным игроком команды, с которой выиграл золотые медали чемпионата Македонии. В следующем сезоне снова завоевал золотые медали. В сезоне 2017/18 добился вместе с командой права выступать в групповом этапе Лиги Европы, обыграв в квалификации «Мальмё» и «Фенербахче».
4 августа 2020 г. подписал контракт с клубом Колос (Ковалёвка)

## Достижения
«Севастополь»
- Победитель Первой лиги Украины: 2012/13

«Вардар»
- Чемпион Македонии (2): 2015/16, 2016/17, 2019/20